# Diana Norman
Pour les articles homonymes, voir Norman et Franklin.
Diana Norman, née Mary Diana Narracott le 25 août 1933 à Londres et morte le 27 janvier 2011 en Angleterre, est une romancière britannique, auteur de roman historique. Elle a également utilisé le pseudonyme d'Ariana Franklin pour publier des romans policiers historiques. Ses écrits commencent seulement à être traduits en français par les éditions 10/18. La confidente des morts (Mistress of the Art of Death) est sorti en mars 2015.

## Biographie
Elle naît à Londres, puis déménage avec sa famille dans le comté du Devon au début de la Seconde Guerre mondiale afin d'échapper aux bombardements (dit Blitz), dont est victime la capitale anglaise durant la bataille d'Angleterre.
Elle quitte l'école à l'âge de quinze ans et devient journaliste, comme son père, un ancien correspondant du Times. Elle fait ses gammes en province avant de s'installer à Londres à l'âge de dix-sept ans où elle devient l'une des plus jeunes journalistes de Fleet Street. Elle travaille pour le Daily Herald et couvre notamment les événements mondains, les assassinats et les faits divers ; parmi d'autres reportages, elle suit également les Royal Marines à l'entraînement et interview l'auteur de roman policier Raymond Chandler.
Elle se marie avec le critique et écrivain Barry Norman. Après la naissance de ses deux filles, elle devient magistrate à Stevenage dans le comté de Hertfordshire et romancière, sous le nom de Diana Norman. Elle se spécialise dans le roman historique. Fitzempress' Law, son premier roman, se déroule ainsi sous le règne d'Henri II d'Angleterre, tandis que Pirate Queen évoque la vie de la pirate Grace O'Malley. Elle publie également une biographie consacrée à la comtesse Constance Markievicz.
Elle s'essaie au roman policier historique en 2006 sous le pseudonyme d'Ariana Franklin. Ses cinq titres s'appuient sur un mélange entre faits historiques et fiction. City of Shadows narre l'histoire d'Anna Anderson. Ses trois autres récits se déroulent au cours du XIIe siècle. Le dernier roman, inachevé de son vivant, est terminée par sa fille.
Elle reçoit pour ses écrits policiers le CWA Historical Dagger (en) en 2007 pour le roman La Confidente des morts (Mistress of the Art of Death) et le Dagger in the Library en 2010.
Elle décède en 2011, à l'âge de 78 ans.

## Œuvre

### Sous le nom de Diana Norman

#### Romans historiques
- Fitzempress' Law (1980)
- King of the Last Days (1981)
- The Morning Gift (1985)
- Daughter of Lîr (1988)
- Pirate Queen (1991)
- The Vizard Mask (1994)
- Shores of Darkness (1996)
- Blood Royal (1998)
- A Catch of Consequence (2002)
- Taking Liberties (2003)
- The Sparks Fly Upward (2006)

#### Essais
- The Stately Ghosts of England (1963, 1977)
- Road from Singapore (1970, 1979)
- Terrible Beauty: Life of Constance Markievicz, 1868–1927 (1987)

### Sous le pseudonyme d'Ariana Franklin

#### Romans policiers historiques
- City of Shadows (2006)
- Mistress of the Art of Death (2007) Publié en français sous le titre La Confidente des morts, traduit par Vincent Hugon, Paris, 10/18, coll. « Grands détectives » no 4803, 2015 (ISBN 978-2-264-06120-1)
- The Death Maze ou The Serpent's Tale (2008)
  - Publié en français sous le titre La Morte dans le labyrinthe, traduit par Vincent HUGON, 10/18, coll. "Grands détectives", 2016
- Relics of the Dead ou Grave Goods (2009)
  - Publié en français sous le titre Le Secret des tombes, traduit par Jean-François MERLE, 10/18, coll. "Grands détectives", 2017
- A Murderous Procession ou The Assassin's Prayer (2010)
  - Publié en français sous le titre La Prière de l'assassin, 10/18, "Grands détectives, 5 avril 2018
- Winter Siege ou The Siege Winter (2014), manuscrit inachevé complété par sa fille Samantha Norman.

## Prix et distinctions
- CWA Historical Dagger (en) 2007 pour Mistress of the Art of Death.
- Dagger in the Library 2010.